# Wilhelm Harster
Wilhelm Harster (Kelheim, 21 luglio 1904 – Monaco di Baviera, 25 dicembre 1991) è stato un generale e agente segreto tedesco, comandante della Gestapo di Innsbruck e, durante la seconda guerra mondiale, Befehlshaber der Sicherheitspolizei und des SD (Comandante della Polizia di Sicurezza e del Servizio di Sicurezza) nei Paesi Bassi e a Verona in Italia. Condannato per due volte per crimini contro l'umanità, beneficiando di due amnistie, ha scontato 10 anni di prigione dei 27 comminategli.

## Biografia
Wilhelm nacque dall'avvocato e ufficiale di polizia Theodor Harster. Fin dalla tenera età crebbe quindi in "una sorta di ambiente di lavoro al limite del criminale", come disse in seguito. Suo padre morì da volontario nelle prime fasi della prima guerra mondiale, il 1º novembre 1914 nella prima battaglia di Ypres vicino a Wijtschate.
Frequentò la scuola elementare a Monaco dal 1910 e fu ammesso al Ludwigsgymnasium umanistico di Monaco nel 1913, dove conseguì la maturità nel 1922. Nel 1920, a soli 16 anni, si unì ai Freikorps Oberland, un gruppo paramilitare di estrema destra. Dopo lo scioglimento nel novembre 1921 fece parte del Bund Oberland, l'organizzazione che prese il posto dei Freikorps, fino al 1926. Dal 1922 al 1926 Harster studiò legge all'Università di Monaco. Nel 1927, durante il suo tirocinio, conseguì il dottorato presso l'Università di Erlangendott.
Il 30 settembre 1930 sposò Maria Hirsch, già membro delle Lega delle donne nazionalsocialiste (in tedesco: NS-Frauenschaft). Dal matrimonio nacquero due figli: Klaus e Gerd, rispettivamente nati il 5 agosto 1933 e il 23 luglio 1937.

### Nel servizio di polizia
Il 16 ottobre 1929 iniziò la carriera come assessore del governo locale, dove lavorò per la polizia criminale presso la questura di Stoccarda. Dal 1931 fu a capo della polizia politica a Stoccarda e dopo che i nazionalsocialisti presero il potere nell'aprile 1933 divenne vice capo della polizia politica del Württemberg.
Impressionato da Adolf Hitler, anche per motivi legati alla carriera, si unì all'NSDAP il 1º maggio 1933, con numero di iscrizione 3.226.954, e alle SS il 9 novembre 1933, numero SS 225.932. Fu membro della SD dal 1935, e alla fine del 1937 si trasferì nella Gestapo a Berlino.
Dopo l'annessione dell'Austria al Reich tedesco, Harster istituì il Quartier Generale della Polizia di Stato di Innsbruck dal marzo 1938 e ne fu il primo direttore dal marzo 1938 al novembre 1939.

## Seconda guerra mondiale
Dopo l'invasione della Polonia, il 23 ottobre 1939, Harster divenne Comandante della Polizia di sicurezza e dell'SD (in tedesco: Befehlshaber der Sicherheitspolizei und des SD, BdS) nel distretto militare di Cracovia. Alla fine del 1939, Harster divenne Ispettore della Polizia di sicurezza e dell'SD (in tedesco: Inspekteur der Sicherheitspolizei und des SD, IdS) a Kassel.

### Comandante della Polizia di Sicurezza e della SD nei Paesi Bassi
Il 15 luglio 1940, Harster fu nominato BdS nei Paesi Bassi occupati. Successe a Hans Nockemann, mantenendo questo incarico fino al 29 agosto 1943 e in questa funzione fu corresponsabile della deportazione di oltre 100.000 ebrei olandesi. Svolse un ruolo di primo piano nell'evacuazione della clinica ebraica Het Apeldoornsche Bosch, i cui oltre 1.200 pazienti e dipendenti sono stati assassinati ad Auschwitz. Dopo le discussioni con i rappresentanti dell'Ufficio Centrale per la Sicurezza del Reich (RSHA) e le istruzioni del suo diretto superiore, il capo delle SS e della polizia (HSSPF) Hanns Albin Rauter, in una lettera ai comandanti dei campi di concentramento allestiti nei Paesi Bassi nei primi di maggio del 1943, Harster delineò la "Linea Generale" da perseguire negli anni a seguire:"Soluzione finale alla questione ebraica nei Paesi Bassi: Il Reichsfuhrer SS [Himmler] desidera che gli ebrei vengano trasportati in Oriente quest'anno, cosa che è umanamente possibile." Già il 25 giugno 1943, un rappresentante del Ministero degli Affari Esteri citò un rapporto segreto di Harster al Commissario del Reich Arthur Seyss-Inquart a Berlino:"Dei 140.000 originariamente registrati nei Paesi Bassi, ad oggi sono stati rimossi 100.000 ebrei (numero esatto circa 102.000)". Harster ricoprì la carica di BdS nei Paesi Bassi fino al 28 agosto 1943.

### Comandante della Polizia di Sicurezza e della SD in Italia
Dalla fine di agosto 1943 fino alla fine della guerra nel maggio 1945, Harster ricoprì la carica di BdS in Italia. L'ufficio di Harster fu posto a Verona, dove ricevette le sue istruzioni dall'RSHA e quindi non fu subordinato alle SS e al capo della polizia in Italia Karl Wolff. Subito dopo l'armistizio del 8 settembre 1943, il 12 settembre iniziò l'occupazione tedesca, combinata con l'intensificarsi della persecuzione e dell'assassinio degli ebrei.
In un raid contro gli ebrei a Roma il 16 ottobre 1943, 1.007 cittadini abitanti nel ghetto furono deportati ad Auschwitz. Di questi, 811 morirono subito nelle camere a gas. Sopravvissero solo 149 uomini e 47 donne. Il 19 ottobre il feldmaresciallo Albert Kesselring riferì all'OKH di un "bel successo" dato che il "capo del distaccamento esterno di Roma del BdS Herbert Kappler" e Harster riuscirono a portare "900 ebrei di razza pura in detenzione preventiva". Gli ebrei furono condotti nei campi sotto il comando anche di Harster, uno di questi campi fu il campo di transito di Fossoli, dal quale gli ebrei e i prigionieri politici vennero deportati nei campi di concentramento e sterminio. Il 9 novembre 1944 Harster fu nominato capo delle SS e tenente della polizia.

## Nel dopoguerra
Dopo la resa delle truppe tedesche in Italia il 2 maggio 1945, Harster fu arrestato dalle truppe britanniche nei pressi di Bolzano il 10 maggio 1945. Rimase in Italia fino alla fine del 1945, fu poi portato a Londra e trattenuto nello Special Camp 11 dell'Island Farm a Bridgend in Galles, fino a quando fu consegnato alle autorità olandesi il 21 agosto 1947.

### Il processo nei Paesi Bassi
Dopo la guerra, fu processato per i crimini di guerra commessi durante il suo periodo come BdS nei Paesi Bassi occupati, davanti a un tribunale speciale (in tedesco: Bijzonder Gerechtshof) a L'Aia: fu accusato di aver preparato e attuato la deportazione degli ebrei dai Paesi Bassi, e di complicità negli abusi e nell'uccisione dei prigionieri nel campo di concentramento di Amersfoort (de Boskamp). Il 23 marzo 1949, Harster fu condannato da questo tribunale a 12 anni di carcere. In confronto, Hanns Albin Rauter, il diretto superiore di Harster nei Paesi Bassi, fu condannato a morte e fu giustiziato già il 4 maggio 1948. Poco dopo il processo di Harster, anche due dei suoi subordinati meglio noti come i Quattro di Breda, Ferdinand aus der Fünten e Willy Lages, furono condannati a morte, ma poco dopo furono graziati.
Harster ricevette un ulteriore gesto di clemenza e per questo motivo scontò solo metà della sua condanna a 12 anni. Il 14 ottobre 1955 fu trasferito dai Paesi Bassi in Germania.

### Ministro dell'Interno bavarese
Dopo la sua scarcerazione, Harster fu nuovamente impiegato in servizio. In Baviera fu riconosciuto come criminale minore in un processo di denazificazione e il 27 ottobre 1956 iniziò una nuova carriera nel Ministero dell'Interno bavarese, dove fu assunto come consigliere di governo nell'Alta Baviera. Questa classificazione si basò su diverse dichiarazioni d'onore che in seguito si rivelarono dei favori personali o addirittura dei falsi. Tale dichiarazione sarebbe arrivata da un avvocato italiano di Trieste, ma in realtà arrivò da Erich Rajakowitsch, un giurista austriaco che aveva lavorato per l'Ufficio Centrale della sicurezza del Reich sotto il comando di Adolf Eichmann, e che in seguito fu accusato e condannato a sua volta della deportazione degli ebrei. La sua vera identità fu rivelata dal Centro di documentazione storica ebraica di Vienna nel corso delle indagini del pubblico ministero contro Harster in Germania.
Il 31 luglio 1963, Harster fu promosso consigliere anziano di governo perché, secondo Der Spiegel:"L'ex fornitore di campi di concentramento si era nel frattempo fatto strada fino a diventare un esperto di finanze municipali. Sapiente, amabile, operoso, come in passato, Wilhelm Harster è apparso come l'immagine ideale di un funzionario pubblico."

### Servizio di intelligence interno
Secondo una nota "top secret" rilasciata dal governo federale nel 2013, i funzionari della Cancelleria federale furono informati nel 1963 dalla direzione del Servizio di intelligence federale che una rete di ex membri del Servizio di sicurezza SD si incontrò con Harster fino all'inizio degli anni '60: sembra che in questa rete fossero coinvolti anche i dipendenti del Servizio di intelligence federale con un passato da SS, ci furono anche dei collegamenti incrociati con l'Ufficio federale per la protezione della Costituzione, tanto da sospettare che la rete abbia fornito gli esplosivi per gli attentati separatisti in Alto Adige.

### Il processo in Germania
In seguito all'indagine sulla deportazione degli ebrei olandesi avviata dall'Ufficio centrale di Ludwigsburg nel 1959 contro il Judenreferent Wilhelm Zoepf, Harster finì sotto il controllo della magistratura della Germania occidentale. Dopo che queste indagini divennero di dominio pubblico, Harster si ritirò nel 1963: il motivo ufficiale fu una malattia di comprovata disabilità. Il 13 gennaio 1966, Harster e Zoepf furono posti in custodia cautelare. Il 23 gennaio 1967 iniziò un procedimento penale presso il tribunale regionale di Monaco II contro entrambi e contro l'ex agente di polizia Gertrud Slottke per complicità in omicidio. In questo modo furono contate le deportazioni di 83.000 ebrei olandesi. Harster e Zoepf confessarono di conoscere lo scopo della soluzione finale della questione ebraica e di essere stati coinvolti nell'assassinio degli ebrei olandesi per aver organizzato le deportazioni. Solo l'imputata Slottke negò il suo coinvolgimento. Il processo fu molto breve, furono chiamati a deporre solo due testimoni. Il processo terminò il 24 febbraio 1967 con le condanne per Harster a 15 anni di carcere, per Zoepf a 9 anni di carcere e per Slottke a 5 anni di carcere. Harster fu poi rimesso in libertà nel 1969.

### Discussione sui nomi delle strade
Dr.-Harster-Straße a Kelheim non prende il nome da Wilhelm Harster, ma bensì da suo padre Theodor, che conseguì anche lui un dottorato. Agli occhi dell'amministrazione comunale, il rischio dato dallo scambio di persone non rappresentò un problema per molto tempo. Nel 2015 ci furono ripetute discussioni pubbliche sulla necessità o meno di rinominare la strada.
Alla fine di aprile 2015, il consiglio comunale di Kelheim decise di mantenere il nome della strada. Allo stesso tempo, però, sono da ricordare i meriti di Theodor Harster per evitare confusione.